# 58 Hydrae
Désignations
58 Hydrae (en abrégé 58 Hya) est une étoile géante de la constellation de l'Hydre. Elle est visible à l'œil nu avec une magnitude apparente de 4,41. D'après la mesure de sa parallaxe annuelle par le satellite Gaia, l'étoile est située à environ ∼ 302 a.l. (∼ 92,6 pc) de la Terre. Elle se rapproche du Système solaire à une vitesse radiale de −9 km/s.

## Nomenclature
L'étoile porte la désignation de Bayer de E Hydrae. Étant située dans la partie la plus orientale de l'Hydre mais juste sous la Balance, l'astronome anglais John Flamsteed lui a attribué une double désignation correspondant à ces deux constellations, soit 58 Hydrae et 6 Librae.

## Propriétés
58 Hydrae est une étoile géante rouge vieillissante de type spectral K2,5 IIIb Fe-1:, qui est très probablement (avec une probabilité de 98 %) sur la branche des géantes rouges. Le suffixe du type spectral indique que son spectre présente une sous-abondance en fer, et qu'il existe une incertitude quant à sa classification. L'étoile est estimée être âgée de 8,1 milliards d'années, et de ne faire que 88 % la masse du Soleil. En devenant une géante, les couches externes de l'étoile se sont dilatées, et son rayon est ainsi environ 33 fois plus grand que le rayon solaire. Elle est 310 fois plus lumineuse que le Soleil et sa température de surface est de 4 210 K.